# Kia K9
El Kia K9, comercializado como Kia K900 en Estados Unidos y Canadá y como Kia Quoris en otros mercados de exportación, es un sedán de lujo de tamaño completo fabricado y comercializado por Kia, ahora en su segunda generación.
El K9 se lanzó en Corea del Sur en mayo de 2012, y las ventas de exportación comenzaron a finales de 2012. En junio de 2013, se vendió en Corea del Sur, Oriente Medio, Colombia, Chile, Guatemala, Perú, Rusia, Estados Unidos. Estados y Canadá. Hay planes para lanzarlo en China, aunque Kia no usará la placa de identificación de Quoris después de perder una batalla legal. El K900 se suspendió en Canadá en 2018 y en los Estados Unidos en enero de 2021.
La segunda generación del K9 se lanzó en 2018.

## Primera generación (KH, 2012-2018)

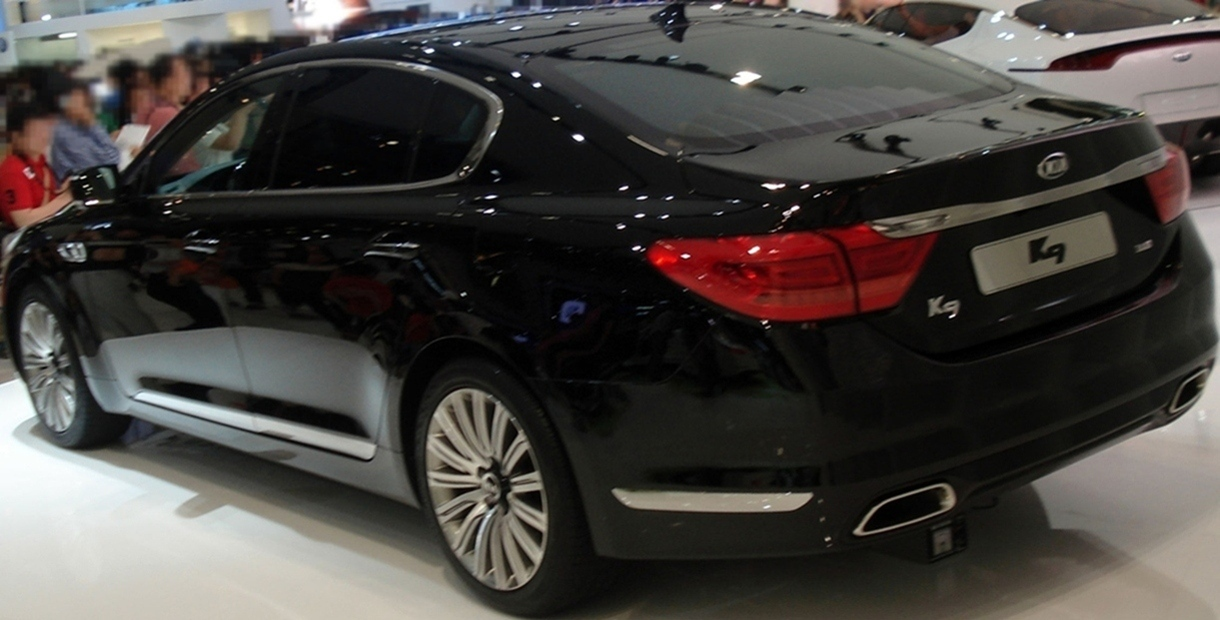
Kia K9 (Corea del Sur)

El K9 es un derivado del Hyundai Equus y Genesis, con los que comparte la plataforma BH-L (VI). Es el primer sedán de tracción trasera que Kia ofrece en los Estados Unidos. El código de desarrollo del K9 era KH.
El K9 es un poco más corto que el Equus y tiene una distancia entre ejes más larga que el Hyundai Genesis con dimensiones de voladizo delantero más cortas. El Quoris cuenta con la parrilla de "nariz de tigre" de Kia, así como detección de punto ciego, pantalla de visualización frontal y un sistema de iluminación frontal adaptable. 
Los motores de lanzamiento en Corea incluyen un 300 PS (221 kW; 296 bhp) 3.3L (3342 cc) V6 y un 334 PS (246 kW; 329 bhp) 3.8L (3778 cc) GDI (Gasoline Direction-Injection) V6, junto con una transmisión automática de ocho velocidades.
El Quoris debutó en Rusia en 2013 con un motor V6 3.8L de 294 CV (216 kW; 290 bhp).
El K900 en los EE. UU. Utiliza un motor V8 GDI de 5.0 litros (5.038 cc) de 426 PS (313 kW; 420 bhp), que produce 376 lb⋅ft (510 N⋅m) de torque. En Canadá, el K900 puede equiparse con un motor V6 GDI de 3.8L de 315 PS (232 kW; 311 bhp), que produce 397 N⋅m (293 lb⋅ft) de torque o el mismo V8 GDI de 5.0L que el Mercado estadounidense.

## Segunda generación (RJ, 2018-presente)

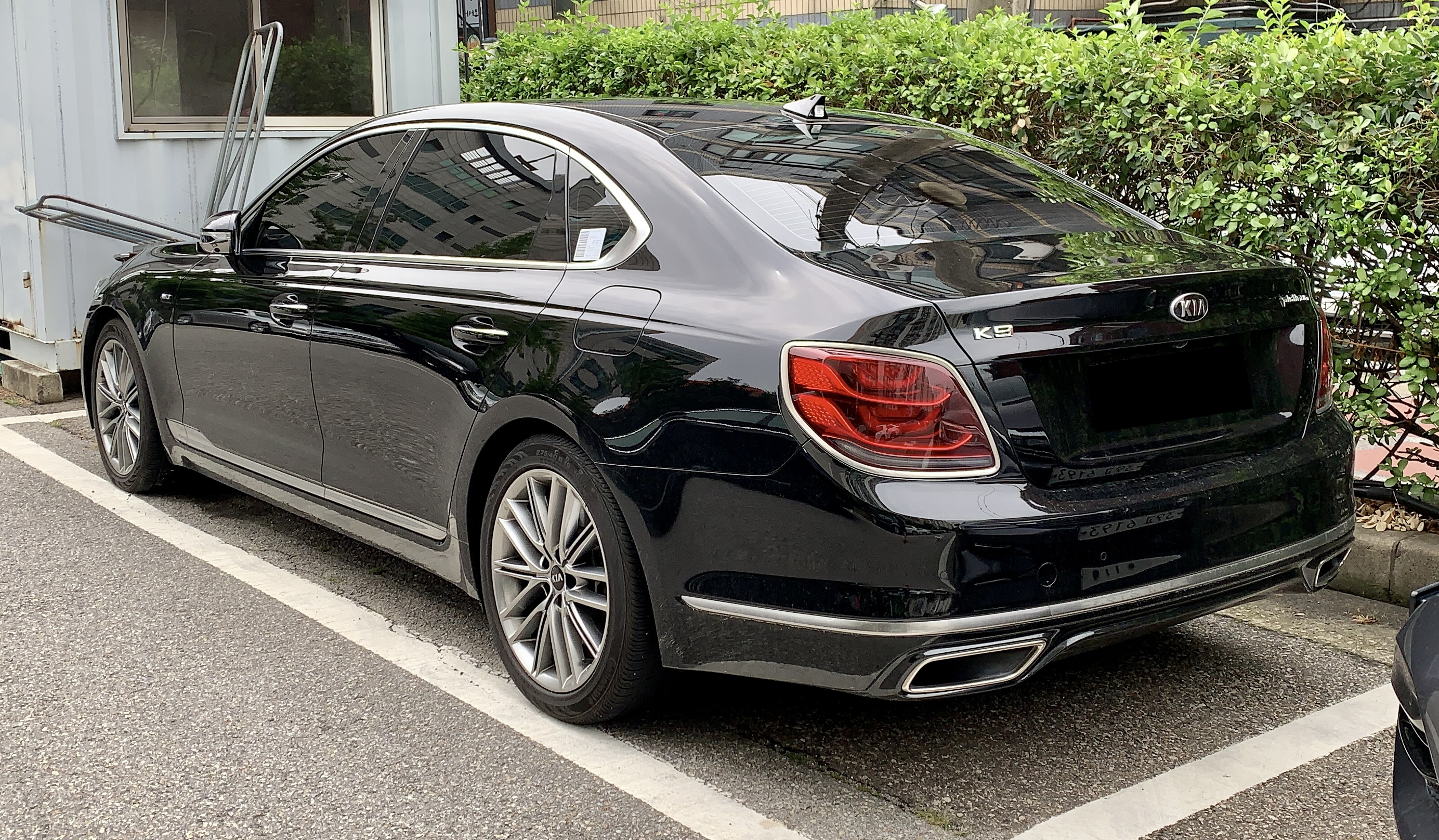
Lado trasero de un Kia K9 RJ 2019

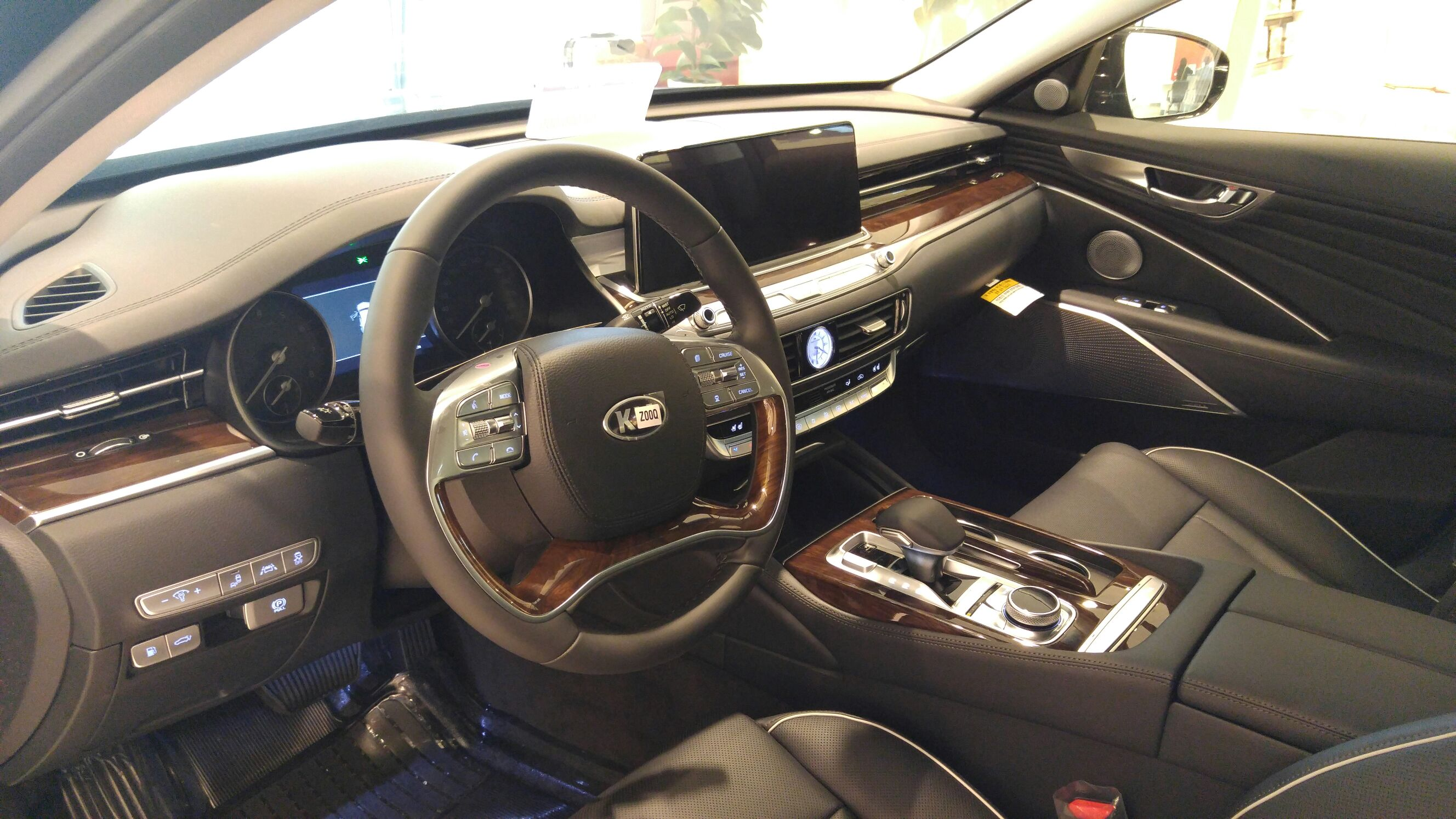
Interior de un K9 RJ en un mercado coreano

Kia debutó con el nuevo K9 / K900 (que todavía se vende como Quoris en algunos mercados) en el Auto Show de Nueva York de marzo de 2018 . La nueva generación es más larga y ancha que el modelo anterior, y tiene una distancia entre ejes alargada en aproximadamente 2,3 in (60 mm). Conserva la misma transmisión de 8 velocidades, así como las mismas tres opciones de motor. El interior presenta detalles de madera y cuero de mayor calidad, así como un reloj analógico desarrollado por Maurice Lacroix. Kia también introdujo un modelo AWD en Corea del Sur para la segunda generación.

### Rediseño facial
Las imágenes exteriores de la nueva versión de estiramiento facial se publicaron el 17 de mayo de 2021. En comparación con el modelo anterior al estiramiento facial, obtuvo una parrilla más ancha con logotipos cromados en V, una luz trasera de ancho completo y una placa de matrícula reposicionada. Esta versión también tiene un interior modificado, como una pantalla de información y entretenimiento más grande de 14.5 pulgadas y un sistema de autenticación de huellas dactilares.
|               |
| Vista frontal |

|               |
| Vista trasera |

|          |
| Interior |

### Especificaciones
| Modelo                  | Años          | Transmisión                 | Potencia @ rpm                      | Torque @ rpm                                    | 0-100 km/h (0-62 mph) (oficial) |
| ----------------------- | ------------- | --------------------------- | ----------------------------------- | ----------------------------------------------- | ------------------------------- |
| 3.3L Lambda II GDi      | 2018-2021     | Automática de 8 velocidades | 253 PS (186 kW; 250 HP) a 6.000 rpm | 35,4 kg⋅m (347 N⋅m; 256 lbf⋅ft) @ 5,000 rpm     | 8,0 s (RWD) 8,4 s (AWD)         |
| Lambda II T-GDi de 3.3L | 2018-presente | Automática de 8 velocidades | 370 PS (272 kW; 365 HP) a 6.000 rpm | 52 kg⋅m (510 N⋅m; 376 lbf⋅ft) @ 1,300–4,500 rpm |                                 |
| 3.8L Lambda II GDi      | 2018-presente | Automática de 8 velocidades | 315 PS (232 kW; 311 HP) a 6.000 rpm | 40,5 kg⋅m (397 N⋅m; 293 lbf⋅ft) @ 5,000 rpm     |                                 |
| 5.0L Tau GDi            | 2018-2021     | Automática de 8 velocidades | 425 PS (313 kW; 419 HP) a 6.000 rpm | 53,0 kg·m (520 N·m; 383 lbf⋅ft·ft) @ 5,000 rpm  |                                 |

## Marketing y ventas
Para promocionar el K900, Kia Motors lanzó su comercial del Super Bowl XLVIII, con Laurence Fishburne retomando su papel de Morfeo de la serie The Matrix. En octubre de 2014, el jugador de baloncesto LeBron James fue nombrado embajador de lujo del K900 de Kia.
El Kia K900 vendió más de 200 unidades por mes de abril a junio en el mercado estadounidense en su año de lanzamiento. Las ventas cayeron a aproximadamente 100-130 unidades en julio y agosto de 2014, y luego a 56 en septiembre y hasta el 62 de octubre.
El K900 se suspendió en 2018 en Canadá y en 2021 en los Estados Unidos. Kia citó la transición del mercado de automóviles grandes a crossovers y SUV. Solo 305 unidades del K900 se vendieron en los EE. UU. En 2020.
| Año  | Corea del Sur | Estados Unidos | Canadá |
| ---- | ------------- | -------------- | ------ |
| 2014 | 4.429         | 1.330          | 23     |
| 2015 | 4.294         | 2.524          | 36     |
| 2016 | 2.555         | 834            | 26     |
| 2017 | 1,553         | 455            | 7      |
| 2018 | 11,843        | 354            | 4      |
| 2019 | 10,878        | 390            | 0      |
| 2020 | 7.831         | 305            | 0      |